# Meteorologiåret 1930

## Händelser

### Januari
- Januari - I Sverige upplever Norrland en rekordvarm januarimånad [1].

### Maj
- 27 maj – Tornado i Minnesota, USA orsakar tågurspårning [2].

### Juni
- 5 juni – Skyfall drabbar Waseca i Minnesota, USA [3].
- 13 juni – En tornado orsakar skador i Minnesota, USA [3].
- 29 juni – En värmebölja härjar i Minnesota, USA [3].

### Augusti
- Augusti – 273 millimeter nederbördsmängd faller över Lundås, Sverige vilket innebär månadsnederbördsrekord för Uppland [4].

### Okänt datum
- Vattenståndet vid Dellensjöarna i Sverige börjar mätas [5].

## Födda
- 22 december – Bert Foord, engelsk meteorolog.

## Avlidna
- 7 februari – Felix Exner, österrikisk meteorolog och fysiker.
- Omkring 15 november – Alfred Wegener, tysk meteorolog och geofysiker.